# Oreste Capocci
 (novembre 2017).
Si vous disposez d'ouvrages ou d'articles de référence ou si vous connaissez des sites web de qualité traitant du thème abordé ici, merci de compléter l'article en donnant les références utiles à sa vérifiabilité et en les liant à la section « Notes et références ».
Oreste Capocci est un résistant et un syndicaliste français, né le 13 mai 1888 à Paris 5e et mort le 29 octobre 1950 à Paris 10e.
De 1929 à 1948, il est le huitième secrétaire général de la Fédération CGT des employés, puis le secrétaire général de la Fédération CGT réunifiée des employés. En 1923, il avait été élu à la Commission administrative (CA) de la CGT. En 1948, après la scission syndicale, il siège au Conseil d'administration de Force ouvrière. De 1946 à 1947, il a siégé au Comité directeur du Parti socialiste SFIO.

## Biographie
Vers 1907-1908, Oreste Capocci est président des Jeunesses socialistes révolutionnaires du XIXe arrondissement de Paris. Il diffuse Le Conscrit et est appréhendé, rue de Rivoli, alors qu'il vend La Guerre sociale. En 1910, il est repéré en tenue militaire à un meeting du Comité d'Entente des Jeunesses socialistes révolutionnaires de la Seine. Emprisonné, puis libéré, il adhère à la Jeune Garde Révolutionnaire, puis à la SFIO. Capocci est, alors, un des orateurs les plus actifs des réunions des Jeunesses Socialistes à Paris. À la gauche de la SFIO, il défend, en 1911, la feuille antimilitariste L'Abattoir. En 1913, il signe l'affiche "Liberté-Infamie" des Jeunesses syndicaliste de la Seine.
Curieusement, sept ans plus tard, il est candidat "réformiste" pour la majorité confédérale de la CGT au secrétariat de l'Union des Syndicats de la Seine. La même année, 1920, il entre à la Commission exécutive de la Fédération des syndicats d'employés. Il est nommé secrétaire de la section "des petits magasins" de la Chambre syndicale des employés de la région parisienne. Cette nomination n'est pas sans soulever des controverses, car Capocci ne faisait pas partie de la Commission exécutive. Par ailleurs, il anime le "Cercle d'études et d'action syndicale", qui regroupe les "majoritaires" de la CGT et déclare illégaux les Comités syndicalistes révolutionnaires (CSR). Pour lui, contrairement aux dires de ceux-ci, les "minoritaires" ne respectent pas la Charte d'Amiens. Sur ces bases, Capocci va être un des principaux dirigeants de la CGT.
Fin 1921, il est un des "reconstructeurs" de l'Union des syndicats ouvriers confédérés de la Seine. En 1923, il est élu à la CA de la CGT, puis, six ans plus tard, devient le secrétaire général de la Fédération nationale des syndicats d'Employés. À ce moment, il est également : membre de la commission de l'enseignement et de l'éducation ouvrière créée par le XX e congrès de Paris de la CGT, en 1929; délégué titulaire de la CGT au Conseil supérieur de l'Enseignement technique; délégué ouvrier au Conseil supérieur du Travail; conseiller prud'homme de la Seine. En outre, depuis 1922, il est devenu membre de la SFIO, pour laquelle il est candidat, en 1929, aux élections municipales dans le quartier de la Madeleine.
En 1933, au congrès de Paris de la CGT, Capocci présente un rapport sur les Assurances sociales. Il va, un peu plus tard, jouer un rôle important lors du congrès d'unité de Toulouse, en 1936. Il y prône, notamment, l'adhésion à la Fédération syndicale internationale (FSI). Dans la foulée du congrès, Capocci devient secrétaire général de la nouvelle Fédération des employés et le demeure jusqu'à la dissolution de la CGT en septembre 1940. Au congrès confédéral de Nantes, en 1938, il se range sur les positions de la tendance "Syndicats", qui regroupe les militants hostiles à la progression de l'influence communiste dans la CGT. Après septembre 1940, il devient employé à l'Union des Assurances sociales, puis, en 1942, membre du Comité d'études économiques et syndicales. Il se déclare, alors, hostile à la Charte du Travail élaborée par certains de ses anciens amis de Syndicats. Capocci obtiendra la médaille de la Résistance. 
À la Libération, il reprend ses fonctions de secrétaire général de la Fédération nationale des employés CGT, puis devient gérant de L'Echo des Employés et des Cadres. À la fin de 1947, il préside l'association "Les amis de Force ouvrière et siège au Conseil d'administration de la nouvelle confédération éponyme. Jusqu'à sa mort, il demeure secrétaire permanent appointé de sa Fédération des employés et cadres.
Par deux fois, en 1946 et 1947, il est élu au Comité directeur du Parti socialiste SFIO. Il en démissionne fin 1947, sans doute, comme le notent certains observateurs, en lien avec la scission intervenue dans la CGT.

## Sources
Dictionnaire biographique du mouvement ouvrier, Les Éditions de l'Atelier, 1997.